# Многогранная метрика
Многогранная метрика — внутренняя метрика связного симплициального комплекса из евклидовых симплексов, в котором склеиваемые грани изометричны и склеивание производится по изометрии.
Расстоянием между точками комплекса служит нижняя грань длин ломаных, соединяющих эти точки, и таких, что каждое из звеньев умещается в одном из симплексов.
Примером многогранной метрики служит внутренняя метрика на поверхности выпуклого многогранника.
Многогранные метрики могут рассматриваться также на комплексе из симплексов пространства   постоянной   кривизны.
В теории выпуклых поверхностей приближение посредством многогранных метрик служит универсальным аппаратом исследования.

## Свойства
- Компактное метрическое пространство имеет многогранную метрику тогда и только тогда, когда у каждой точки {\displaystyle p} существует сферическая окрестность изометричная евклидову конусу над некоторым метрическим пространством и при этом вершина конуса соответствует точке {\displaystyle p}.[1]